# Gimnastică aerobică
Gimnastica aerobică este un sport care se practică pe parchet cu o încălțăminte specială, fiind asemănată cu teneșii. 
Gimnastica aerobică are 4 categorii: 9-11 ani, 12-14 ani, 15-17 ani, seniori.
Sunt practicate cinci probe:
- Individual, o singură persoană.
- Cuplu- mix-per, este o probă formată din 2, băiat-fată.
- Trio, este format din 3 persoane, fie de orice gen.
- Ansamblu, acum câțiva ani era format din 6 persoane, iar astăzi din 5.

Gimnastica aerobică se deosebește de celelalte prin elementele ei. Există 4 grupe de elemente: 
- Grupa A - diversă,
- Grupa B - forță,
- Grupa C - detentă,
- Grupa D - mobilitate